# Efekt Pollyanny

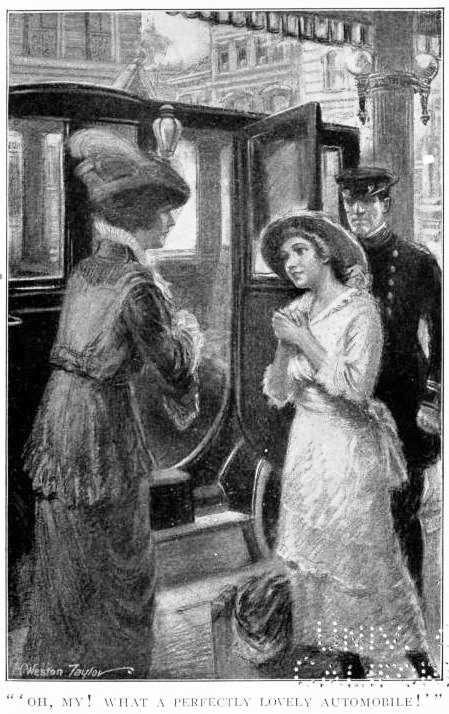
Ilustracja z książki „Pollyanna dorasta”

Efekt Pollyanny, zwany również regułą Pollyanny (Pollyanna principle) – tendencja do myślenia o rzeczach przyjemnych i poszukiwania pozytywnych aspektów/cech w każdej sytuacji/osobie przy jednoczesnym ignorowaniu aspektów przykrych lub nieprzyjemnych.
Efekt po raz pierwszy został opisany w 1978 roku, a jego nazwa wzięła się od dziewczynki o imieniu Pollyanna, tytułowej bohaterki powieści Eleanor H. Porter. Ojciec Pollyanny nauczył ją „zabawy w radość”, czyli szukania w każdej (szczególnie z pozoru nieprzyjemnej) sytuacji lub osobie pozytywnych cech. Od tamtej chwili Pollyanna potrafiła znaleźć radość nawet w najtrudniejszych chwilach.